# LE-3
LE-3 – pierwszy w historii silnik rakietowy na paliwo ciekłe produkcji japońskiej, opracowywany przez NASDA i produkowany przez Mitsubishi. Silnik ten znajdował zastosowanie jako napęd drugiego stopnia dla rakiet nośnych LS-C, ETV oraz N-I. Silnik był napędzany mieszanką hipergolową. Na potrzeby rakiety N-II przygotowano usprawniony wariant silnika, oznaczony jako LE-4, ale zamiast niego wykorzystano silnik AJ-10 produkowany przez Aerojet.